# Polynôme somme de carrés
Cet article concerne la représentation d'un polynôme positif comme somme de carrés de polynômes. Pour la représentation d'un polynôme comme somme de carrés de fonctions rationnelles, voir dix-septième problème de Hilbert. Pour la somme de carrés d'entiers consécutifs, voir nombre pyramidal carré. Pour la représentation un entier comme une somme de carrés d'entiers, voir théorème des quatre carrés de Lagrange.
En mathématiques, un polynôme homogène  à coefficients réels {\displaystyle h(x)} de degré {\displaystyle 2m}, en les n variables {\displaystyle x=(x_{1},\ldots ,x_{n})} est somme de carrés (en anglais SOS pour sum of squares) si et seulement s'il existe des polynômes homogènes  {\displaystyle g_{1}(x),\ldots ,g_{k}(x)} de degré {\displaystyle m} tels que
{\displaystyle h(x)=\sum _{i=1}^{k}g_{i}(x)^{2}.}

## Exemple et propriétés
Le polynôme homogène de degré 4 en deux variables {\displaystyle h(x)=x_{1}^{4}-x_{1}^{2}x_{2}^{2}+x_{2}^{4}} s'écrit sous la forme 
{\displaystyle h(x)=x_{1}^{4}-x_{1}^{2}x_{2}^{2}+x_{2}^{4}=(x_{1}^{2}-x_{2}^{2})^{2}+(x_{1}x_{2})^{2}.}
Il est donc la somme de deux carrés.
Tout polynôme homogène qui est somme de carrés est un polynôme positif (un polynôme qui ne prend que des valeurs positives) ; la réciproque n'est pas  vraie et Hilbert a prouvé que, pour {\displaystyle n=2,m=1} ou pour {\displaystyle n=3,m=2}, un polynôme homogène est somme de carrés si et seulement s'il est positif. Il en est de même pour le problème analogique des polynômes homogènes symétriques positifs ,.
Des conditions suffisantes pour qu'un polynôme homogène soit somme de carrés ont été données,. De plus, un polynôme homogène réel positif peut être approchée arbitrairement près (pour la norme  {\displaystyle l_{1}} de son vecteur de coefficients) par une suite de polynômes homogènes qui sont sommes de carrés.

## Représentation matricielle carrée (SMR)
On peut voir le problème d'établir qu'un polynôme homogène {\displaystyle h(x)} est somme de carrés comme la résolution d'un problème d'optimisation convexe. En effet,  {\displaystyle h(x)} peut s'écrire sous la forme
{\displaystyle h(x)=x^{\{m\}'}(H+L(\alpha ))x^{\{m\}}}
où {\displaystyle x^{\{m\}}} est un vecteur contenant une base des polynômes homogènes de degré {\displaystyle m} en {\displaystyle x} (comme par exemple les monômes de degré degré {\displaystyle m} en {\displaystyle x}), le symbole ′ désigne la transposée, où {\displaystyle H} est la matrice symétrique vérifiant
{\displaystyle h(x)=x^{\left\{m\right\}'}Hx^{\{m\}}}
et  où {\displaystyle L(\alpha )} est une paramétrisation linéaire de l'espace linéaire
{\displaystyle {\mathcal {L}}=\left\{L=L':~x^{\{m\}'}Lx^{\{m\}}=0\right\}.}
La dimension du vecteur {\displaystyle x^{\{m\}}} est égale à 
{\displaystyle \sigma (n,m)={\binom {n+m-1}{m}},}
et la dimension du vecteur {\displaystyle \alpha } est :
{\displaystyle \omega (n,2m)={\frac {1}{2}}\sigma (n,m)\left(1+\sigma (n,m)\right)-\sigma (n,2m).}
Avec ces notation, le polynôme {\displaystyle h(x)} est une somme de carrés si et seulement s'il existe un vecteur {\displaystyle \alpha } tel que
{\displaystyle H+L(\alpha )\geq 0},
ce qui signifie que la matrice {\displaystyle H+L(\alpha )} est semi-définie positive. On se ramène ainsi à la vérification d'une inégalité matricielle linéaire qui est un problème d'optimisation convexe. L'expression 
{\displaystyle h(x)=x^{\{m\}'}\left(H+L(\alpha )\right)x^{\{m\}}}
a été introduite dans sous le nom de représentation matricielle carrée (square matrix representation abrégé en SMR) afin d'établir si un polynôme homogène est somme de carrés à travers une inégalité matricielle linéaire. Cette représentation est également connue sous le nom de matrice de Gram.

## Exemples
- On considère le polynôme homogène de degré 4 en deux variables {\displaystyle h(x)=x_{1}^{4}-x_{1}^{2}x_{2}^{2}+x_{2}^{4}} . On a

{\displaystyle m=2,~x^{\{m\}}=\left({\begin{array}{c}x_{1}^{2}\\x_{1}x_{2}\\x_{2}^{2}\end{array}}\right)\!,~H+L(\alpha )=\left({\begin{array}{ccc}1&0&-\alpha _{1}\\0&-1+2\alpha _{1}&0\\-\alpha _{1}&0&1\end{array}}\right)\!.}
Pour la valeur {\displaystyle \alpha =1} on a {\displaystyle H+L(\alpha )\geq 0} ;  il s'ensuit que {\displaystyle h(x)} est somme de carrés.
- On considère le polynôme homogène de degré 4 en trois variables {\displaystyle h(x)=2x_{1}^{4}-2.5x_{1}^{3}x_{2}+x_{1}^{2}x_{2}x_{3}-2x_{1}x_{3}^{3}+5x_{2}^{4}+x_{3}^{4}} . On a

{\displaystyle m=2,~x^{\{m\}}=\left({\begin{array}{c}x_{1}^{2}\\x_{1}x_{2}\\x_{1}x_{3}\\x_{2}^{2}\\x_{2}x_{3}\\x_{3}^{2}\end{array}}\right)\!,~H+L(\alpha )=\left({\begin{array}{cccccc}2&-1.25&0&-\alpha _{1}&-\alpha _{2}&-\alpha _{3}\\-1.25&2\alpha _{1}&0.5+\alpha _{2}&0&-\alpha _{4}&-\alpha _{5}\\0&0.5+\alpha _{2}&2\alpha _{3}&\alpha _{4}&\alpha _{5}&-1\\-\alpha _{1}&0&\alpha _{4}&5&0&-\alpha _{6}\\-\alpha _{2}&-\alpha _{4}&\alpha _{5}&0&2\alpha _{6}&0\\-\alpha _{3}&-\alpha _{5}&-1&-\alpha _{6}&0&1\end{array}}\right)\!.}
Comme {\displaystyle H+L(\alpha )\geq 0} pour {\displaystyle \alpha =(1.18,-0.43,0.73,1.13,-0.37,0.57)}, il s'ensuit que {\displaystyle h(x)} est somme de carrés.

## Somme de carrés de polynômes non commutatifs
On considère l'algèbre libre {\displaystyle R\langle X\rangle }  engendrée par {\displaystyle n} symboles non commutants {\displaystyle X=\{x_{1},\ldots ,x_{n}\}}, muni de l'involution ~, qui fixe {\displaystyle R} et les {\displaystyle x_{i}} et qui retourne les mots sur {\displaystyle X} . Par analogie au cas commutatif, les polynômes symétriques non commutatifs sont les polynômes non commutatifs invariants par l'involution  ~.
Un polynôme non commutatif est somme de carrés s'il existe des polynômes non commutatifs {\displaystyle h_{1},\ldots ,h_{k}} tel que
{\displaystyle f(X)=\sum _{i=1}^{k}h_{i}(X)^{\sim }h_{i}(X).}
Lorsqu'une matrice réelle de dimension {\displaystyle r\times r} est évaluée en un polynôme non commutatif symétrique {\displaystyle f} , et qu'on obtient une matrice semi-définie positive, {\displaystyle f} est dite matrice-positif. Dans le cadre non commutatif, un polynôme non commutatif est somme de carrés si et seulement s'il est matrice-positif. De plus, il existe des algorithmes  pour décomposer les polynômes matrice-positifs  en une somme des carrés de polynômes non commutatifs.

## Voir également
- Dix-septième problème de Hilbert
- Sommes de carrés